# Huangzhong
Huangzhong (chiń. 湟中县; pinyin: Huángzhōng Xiàn) – powiat w środkowych Chinach, w prowincji Qinghai, w prefekturze miejskiej Xining. W 1999 roku liczył 450 375 mieszkańców.